# Paulin Dhëmbi
Paulin Dhëmbi (Coriza, 9 agosto 1979) è un ex calciatore albanese, di ruolo centrocampista.

## Carriera

### Club
Ha giocato nella prima divisione albanese.

### Nazionale
Ha esordito con la maglia della nazionale albanese nel 2002, collezionando in totale 3 presenze.

## Palmarès

### Club

#### Competizioni nazionali
- Campionato albanese: 1

Dinamo Tirana: 2001-2002
- Coppa d'Albania: 1

Besa Kavaje: 2009-2010
- Supercoppa d'Albania: 1

Besa Kavajë: 2010